# Alfons Marmon
Alfons Marmon (* 14. Juli 1873 in Sigmaringen; † 1928 ebenda) war ein deutscher Bildhauer und Altarbauer.
Alfons Marmon war der Sohn des Bildhauers Franz Xaver Marmon (1832–1878). Sein Vater war Inhaber der kirchlichen Kunstwerkstätte Marmon, die nach dessen frühen Tod zunächst mit Hilfe angestellter Bildhauer von der Witwe weitergeführt wurde. Alfons Marmon übernahm dann die Leitung der Werkstatt, ab 1904/1905 zusammen mit seinem Bruder Franz Xaver (1879–1963). 1908 gründeten die Brüder eine Zweigwerkstatt in der Schweiz.
Sein Sohn Fidelis Marmon (1906–1987) war vor allem als Restaurator tätig.

## Werk
Eine Aufteilung einzelner Werke zwischen den Brüdern Adolf und Franz Xaver ist meist nicht möglich, sie wurden alle in der Kunstwerkstätte Marmon gefertigt und werden häufig nur unter deren Namen aufgeführt.
Für eine Auflistung der Arbeiten der Werkstatt siehe Kunstwerkstätte Marmon.